# Valö församling
Valö församling var en församling i Uppsala stift och i Östhammars kommun i Uppsala län. Församlingen uppgick 2006 i Frösåkers församling.

## Administrativ historik
Församlingen har medeltida ursprung. År 1612 utbröts Forsmarks församling. Valö församling uppgick 2006 i Frösåkers församling.

### Pastorat
- Före 1612: Församlingen utgjorde ett eget pastorat.[1]
- 1612–1629: Moderförsamling i pastoratet Valö och Forsmark.[1]
- 1629 till 1 januari 1942: Församlingen utgjorde ett eget pastorat.[1]
- 1 januari 1942 (enligt beslut 29 september 1939) till 1 januari 1962: Moderförsamling i Valö och Forsmark[1] (enligt beslutet benämnt Valö och Forsmarks församlingars pastorat).[3]
- 1 januari 1962 till 1972: Moderförsamling i pastoratet Valö, Forsmark och Hökhuvud.[1]
- 1972–2006: Annexförsamling i pastoratet Östhammar, Börstil, Harg, Valö och Forsmark.[1]

## Areal
Valö församling omfattade den 1 januari 1911 en areal av 162,72 km², varav 160,87 land, och den 1 januari 1952 fortfarande samma areal. Båda dessa arealsiffror var baserade på Rikets allmänna kartverks kartor i skala 1:20 000 upprättade 1901-1906. Efter nymätningar och arealberäkningar färdiga den 1 januari 1955 baserade på nya kartor (ekonomiska kartan i skala 1:10 000) omfattade församlingen den 1 januari 1961 en areal av 162,51 km², varav 161,47 km² land.

## Befolkningsutveckling
| Befolkningsutvecklingen i Valö församling 1805–2000 | Befolkningsutvecklingen i Valö församling 1805–2000 | Befolkningsutvecklingen i Valö församling 1805–2000 | Befolkningsutvecklingen i Valö församling 1805–2000 | Befolkningsutvecklingen i Valö församling 1805–2000 |
| --- | --------------------------------------------------- | --------------------------------------------------- | --------------------------------------------------- | --------------------------------------------------- |
| |                                                     |                                                     |                                                     |                                                     |
| År |                                                     |                                                     | Folkmängd                                           |                                                     |
| 1805 | 1805                                                |                                                     | 1 448                                               |                                                     |
| 1810 | 1810                                                |                                                     | 1 421                                               |                                                     |
| 1820 | 1820                                                |                                                     | 1 428                                               |                                                     |
| 1830 | 1830                                                |                                                     | 1 545                                               |                                                     |
| 1840 | 1840                                                |                                                     | 1 618                                               |                                                     |
| 1850 | 1850                                                |                                                     | 1 735                                               |                                                     |
| 1860 | 1860                                                |                                                     | 1 710                                               |                                                     |
| 1870 | 1870                                                |                                                     | 1 861                                               |                                                     |
| 1880 | 1880                                                |                                                     | 1 888                                               |                                                     |
| 1890 | 1890                                                |                                                     | 1 871                                               |                                                     |
| 1900 | 1900                                                |                                                     | 1 872                                               |                                                     |
| 1910 | 1910                                                |                                                     | 1 862                                               |                                                     |
| 1920 | 1920                                                |                                                     | 1 771                                               |                                                     |
| 1930 | 1930                                                |                                                     | 1 600                                               |                                                     |
| 1935 | 1935                                                |                                                     | 1 512                                               |                                                     |
| 1940 | 1940                                                |                                                     | 1 366                                               |                                                     |
| 1945 | 1945                                                |                                                     | 1 305                                               |                                                     |
| 1950 | 1950                                                |                                                     | 1 124                                               |                                                     |
| 1955 | 1955                                                |                                                     | 1 093                                               |                                                     |
| 1960 | 1960                                                |                                                     | 991                                                 |                                                     |
| 1965 | 1965                                                |                                                     | 834                                                 |                                                     |
| 1970 | 1970                                                |                                                     | 675                                                 |                                                     |
| 1975 | 1975                                                |                                                     | 669                                                 |                                                     |
| 1980 | 1980                                                |                                                     | 647                                                 |                                                     |
| 1985 | 1985                                                |                                                     | 618                                                 |                                                     |
| 1990 | 1990                                                |                                                     | 629                                                 |                                                     |
| 1995 | 1995                                                |                                                     | 617                                                 |                                                     |
| 2000 | 2000                                                |                                                     | 638                                                 |                                                     |
| Anm: För åren 1805-1945: befolkning enligt folkräkning 31 december enligt den administrativa indelningen den 1 januari följande år. 1950 avser befolkning enligt folkräkning den 31 december enligt den administrativa indelningen den 1 januari 1952. 1955 avser den kyrkobokförda befolkningen den 31 december enligt den administrativa indelningen den 1 januari följande år. 1960-1970 avser befolkning enligt folkräkning den 1 november enligt den administrativa indelningen den 1 januari följande år. 1975-2000 avser befolkning den 31 december enligt den administrativa indelningen den 1 januari följande år. |                                                     |                                                     |                                                     |                                                     |

## Kyrkor
- Valö kyrka